# Deputado não inscrito

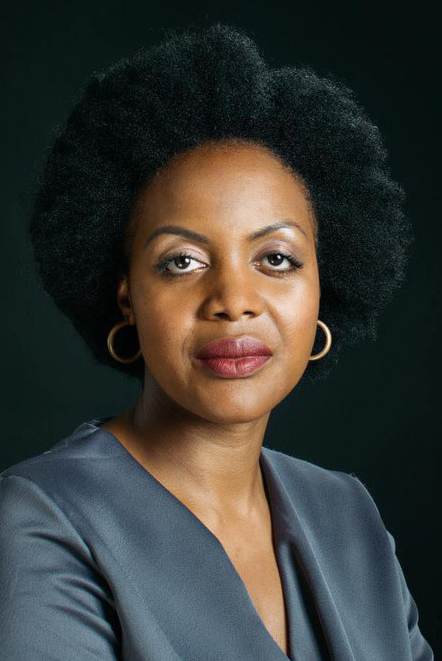
Joacine Katar Moreira, eleita pelo LIVRE para a XIV Legislatura, perdeu a confiança do partido em janeiro de 2020 e passou à condição de deputada não-inscrita

Um deputado não inscrito em grupo parlamentar é uma figura prevista no regulamento da Assembleia da República de Portugal, correspondendo à situação em que um deputado eleito por um partido político abandona o grupo parlamentar desse partido.
O deputado não inscrito perde vários direitos em relação aos demais deputados. Um dos principais direitos que perde é a possibilidade de questionar o Primeiro-Ministro nos debates quinzenais, conquista que os deputados únicos haviam conseguido. As declarações políticas que pode fazer passam de três para duas em cada ano da legislatura, com a duração de um minuto cada uma, perdendo ainda o direito a propor, uma vez por ano, o tema que se discute numa sessão plenária. Perde ainda o direito a intervir nos debates do Estado da Nação e do Programa do Governo.
O deputado não inscrito pode ingressar em algumas comissões, a pedido, mantendo o direito de ser informado sobre as ordens de trabalho da Conferência de Líderes no próprio dia. Este tipo de deputado tem direito de iniciativa, podendo apresentar um projeto de lei, mas não pode pô-lo à votação nem ao debate no plenário.
Exemplos de deputados correspondentes a esta figura são Paulo Trigo Pereira, que em dezembro de 2018 abandonou a bancada do Partido Socialista, tornando-se deputado não inscrito em grupo parlamentar, e Joacine Katar Moreira, eleita pelo Livre em outubro de 2019, vindo a perder a confiança do partido em janeiro de 2020, assumindo a figura de deputada não inscrita em grupo parlamentar.

## Lista de deputados não inscritos desde 2001
| Legislatura | Deputado/a             | Período                                        | Afiliação partidária anterior |
| ----------- | ---------------------- | ---------------------------------------------- | ----------------------------- |
| VIII        | Daniel Campelo         | 7 de novembro de 2001 – 4 de abril de 2002     | CDS – Partido Popular         |
| X           | Luísa Mesquita         | 28 de novembro de 2007 – 15 de outubro de 2009 | Partido Comunista Português   |
| X           | José Paulo de Carvalho | 17 de dezembro de 2008 – 15 de outubro de 2009 | CDS – Partido Popular         |
| XIII        | Paulo Trigo Pereira    | 6 de dezembro de 2018 – 23 de outubro de 2019  | Partido Socialista            |
| XIV         | Joacine Katar Moreira  | 3 de fevereiro de 2020 – 28 de março de 2022   | Livre                         |
| XIV         | Cristina Rodrigues     | 25 de junho de 2020 – 28 de março de 2022      | Pessoas–Animais–Natureza      |
| XV          | António Maló de Abreu  | 11 de janeiro de 2024 – 26 de março de 2024    | Partido Social Democrata      |
| XV          | Rui Cristina           | 22 de janeiro de 2024 – 26 de março de 2024    | Partido Social Democrata      |
| XVI         | Miguel Arruda          | 24 de janeiro de 2025 – 03 de junho de 2025    | Chega                         |